# Гоуцзянь
Гоуцзянь (кит. трад.: 勾践; піньїнь: Goujian) — 3-й ван царства Юе, домігся звання гегемона. Посмертне ім'я Тань Чжи (菼執).

## Життєпис
Син вана Юньчана. Посів трон після смерті останнього 496 року до н. е. Розпочав тривалі війни з царством У. Приводом стало те, що принцеса з правлячої династії Юе, яка була одружена з одним із князів царства У, залишила свого чоловіка і втекла назад до Юе. Втім 496 року до н. е. у битві біля Чзюлі війська Гоуцзяня завдали поразки Хелюй-вана, правителя У, який невдовзі помер від поранення.
У 494 році до н. е. війна поновилася. Уський володар Фучай-ван у битві при Фуцзяо переміг Гоуцзяня, який потрапив у полон. Незважаючи на поради сановників, ван У не приєднав Юе до своїх володінь, а перетворив Юе на васала. Лише у 491 році до н. е. Гоуцзянь отримав дозвіл повернутися до Юе. Відмовившись ві активної зовнішньої політику розпочав всеосяжні реформи, спрямовані на зміцнення економічної та військової потуги свого царства. В цьому Гоуцзянь покладався на своїх радників Вень Чжуна та Фань Лі.
Після 10 років економічних і політичних реформ, Гоуцзянь вирішив у 482 році до н. е. кинути виклик царству У. Було зроблено близько 6 вдалих військових походів, внаслідок яких вдалося завдати поразки уському війську та вбити спадкоємця трону царства У — Ю. У 473 році до н. е. вдалося захопити ворожу столицю У, Фучай-ван наклав на себе руки. Після цього Гоуцзянь приєднав землі царства У до своєї держави.
В результаті Гоуцзяню вдалося стати «гегемоном» (ба) Китаю (третій з «південних гегемонів» і останній з семи гегемонів), а до його двору прибули 12 чжухоу (князів). Переніс столицю до Лан'є, куди запросив різних здібних людей, серед яких був й Конфуцій (втім швидко залишив Юе). Помер близько 465 року до н. е. Йому спадкував син Ши Юй.